# Cataulacus intrudens
Cataulacus intrudens es una especie de hormiga del género Cataulacus, tribu Crematogastrini, familia Formicidae. Fue descrita científicamente por Smith en 1876.
Se distribuye por Angola, Botsuana, Etiopía, Kenia, Madagascar, Malaui, Mozambique, Namibia, Somalia, Sudáfrica, Tanzania, Zambia y Zimbabue. Se ha encontrado a elevaciones de hasta 1800 metros. Habita en bosques húmedos y perturbados, en matorrales y jardines urbanos.